# Friedrichsplatz (Kassel)
Der Friedrichsplatz in Kassel ist mit einer Größe von ca. 340 × 112 Metern einer der größten innerstädtischen Plätze Deutschlands. Er wurde im 18. Jahrhundert beim planmäßigen Ausbau der Residenzstadt Kassel angelegt und ist benannt nach Landgraf Friedrich II. von Hessen-Kassel. Bekannt ist der Platz als Mittelpunkt der fünfjährlich stattfindenden documenta.

## Lage
Der Friedrichsplatz liegt auf den Ausläufern eines ehemaligen Weinbergs, auf dessen Plateau die Oberneustadt Kassels für die Ansiedelung der eingewanderten Hugenotten ab 1685 erbaut wurde.
An der nordwestlichen Schmalseite wird er heute von der Königsstraße begrenzt. Hier schließt als nördliches Annex der Opernplatz mit dem Denkmal Louis Spohrs an. Die südwestlichen und nordöstlichen Längsseiten des Platzes sind bebaut, die Südostseite wird vom Steilhang der Karlsaue begrenzt.

## Geschichte

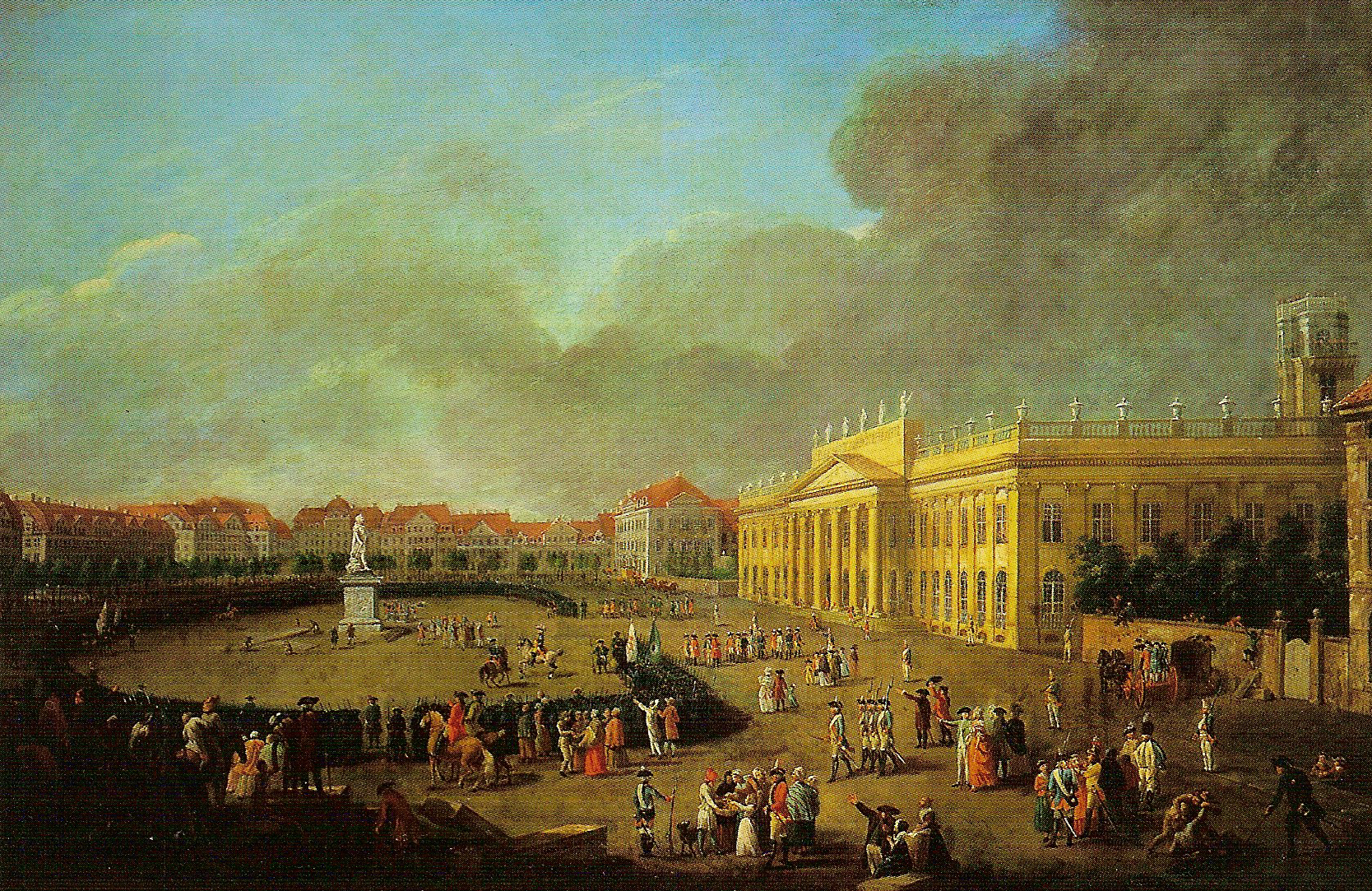
Der Friedrichsplatz auf einem Gemälde von Johann Heinrich Tischbein dem Älteren von 1783

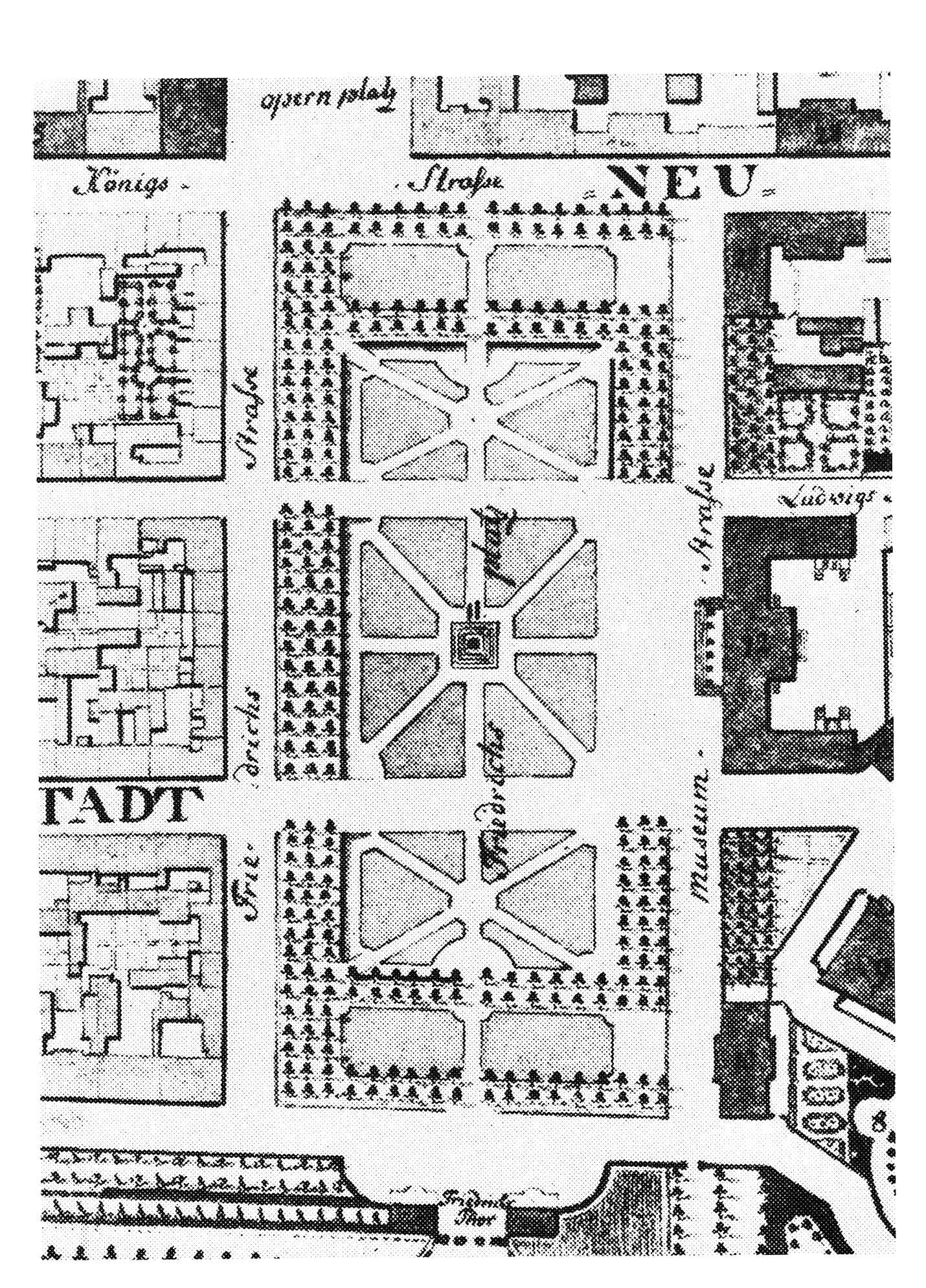
Der Friedrichsplatz auf dem Stadtplan von Kassel 1786 (Ausschnitt)

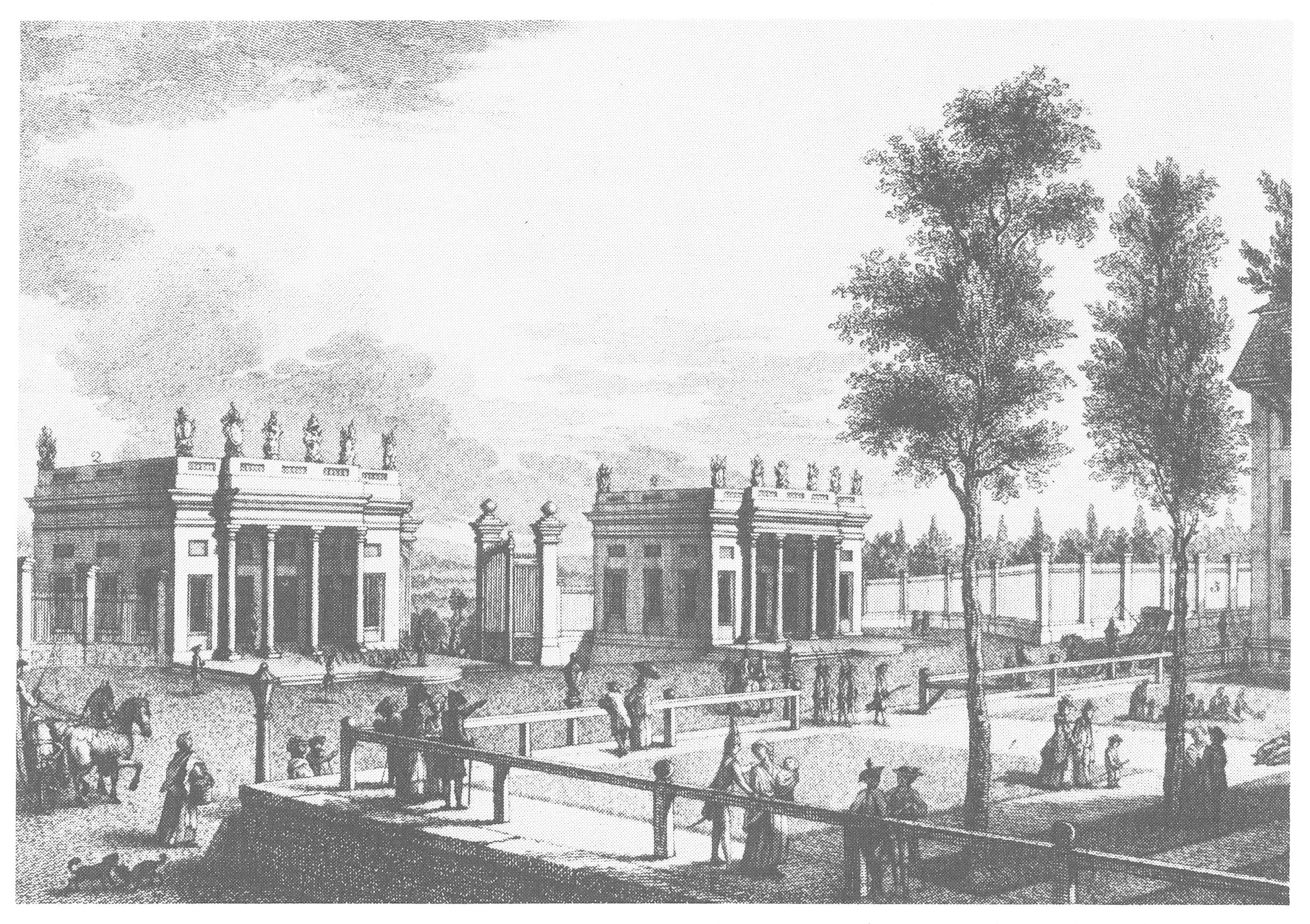
Friedrichs- oder Auetor, Stich nach einer Zeichnung von J. H. Tischbein d. Ä. und S. L. du Ry von 1783

Die Oberneustadt als barocke Stadterweiterung wurde vor den damals bestehenden Festungsanlagen der Stadt Kassel erbaut. Zwischen den Festungsanlagen und der Oberneustadt wurde 1688 eine Esplanade mit Baumreihen nach Plänen von Paul du Ry angelegt. Ab 1762 wurde die Stadtbefestigung geschleift. Nach der Konzeption von Simon Louis du Ry im Jahr 1768 wurde der Platz planmäßig angelegt und bebaut. Der Friedrichsplatz sollte die historische Altstadt von Kassel begrenzen und gleichzeitig als Bindeglied zwischen Altstadt und barocker Oberneustadt wirken.
Die Südostseite des Platzes sollte von Bebauung freibleiben, um als „Fenster“ mit freiem Ausblick zum Fuldatal eine organische Verbindung von Architektur und Landschaft zu schaffen. Zur Akzentuierung des Ausblicks wurde an der Südostseite nach dem Entwurf von Simon Louis du Ry das Friedrichs- oder Auetor 1779–1782 erbaut.
Das Auetor wurde im Jahr 1907 abgerissen, um für den monumentalen wilhelminischen Neubau des Hoftheaters Platz zu machen (Eröffnung 1909 als „Königliches Staatstheater“). Mit diesem Bau wurde der ursprüngliche Charakter des Platzes mit seiner Beziehung zur Fulda- und Karlsaue verlassen. Das Staatstheater wurde, wie die meisten Gebäude der Kasseler Innenstadt, im Jahr 1943 stark kriegsbeschädigt und endgültig – nach erregter öffentlicher Debatte – 1953 abgerissen. Damit wurde das Fenster zur Karlsaue und zum Fuldatal wieder geöffnet.
Bereits im Kaiserreich und besonders in der Zeit des Nationalsozialismus war die ursprüngliche Platzgestaltung mit ihren Rasenflächen und geometrischen Wegen nicht mehr vorhanden. Der Platz wurde häufig zum Exerzieren, für Aufmärsche und Militärparaden genutzt. Auf der chaussierten Fläche landete im Rahmen einer Waffenparade während der NS-Zeit ein Fieseler Storch. Nach dem Zweiten Weltkrieg hieß der Platz für kurze Zeit Friedrich-Ebert-Platz.
Das neue Staatstheater wurde 1959 an der südöstlichen Ecke des Friedrichsplatzes in schrägem Winkel zum Platz und fast parallel zum Ottoneum errichtet, so dass die Rechtwinkligkeit der Platzgestalt gestört und die Ecke ausgerundet wurde. Die Verkehrsplanung der 1950er Jahre für die autogerechte Stadt ließ die neuangelegte Straßenführung des Steinwegs den Friedrichsplatz schneiden und trennt seitdem das südöstliche Drittel des Platzes verkehrsmäßig und optisch ab.
Gegen Ende der 1980er Jahre bestand noch einmal die Gefahr, dass die Verbindung vom Friedrichsplatz zur Karlsaue aufgegeben würde. Die Auslobung des Architektenwettbewerbs für den Bau einer eigenständigen Ausstellungshalle für die documenta sah eine Bebauung an der Stelle des abgerissenen alten Staatstheaters als Riegel vor der Karlsaue vor. Die Wettbewerbsgewinner setzten sich über diese Vorgabe hinweg, so dass die documenta-Halle seit 1992 parallel mit geschwungenem Grundriss zum neuen Staatstheater steht und sich tief in den Steilhang des Fuldatals eingräbt. Der Blick vom Friedrichsplatz zur Karlsaue und Orangerie, seit der documenta 6 im Jahr 1977 durch das Kunstwerk Rahmenbau von Haus-Rucker-Co akzentuiert, blieb frei.
In den 1990er Jahren wurde in zwei Bauabschnitten unter der gesamten Fläche des Friedrichsplatzes eine Tiefgarage mit 980 Parkplätzen gebaut, die am 4. Juli 1996 eingeweiht wurde. Bei den Bauarbeiten wurden große Teile der ehemaligen Stadtbefestigungen freigelegt. Ein kleiner Teil und einige Schauvitrinen sind heute im Parkdeck zu sehen. Vom Herbst 2004 bis zum Februar 2007 diente der Friedrichsplatz als Ausweichfläche des Staatstheaters: Während das Theatergebäude saniert wurde, stand ein Kuppelzelt als Spielort auf dem Platz.
Am 27. März 2024 wurde von hier eine Adaption der Passion Jesu als Fernsehsendung im Privatsender RTL übertragen.

## Architektur
Die Bebauung ist sehr heterogen und daher auch abwechslungsreich. Aufgrund der herausragenden Lage im Stadtbild entstanden Gebäude von zumeist hoher gestalterischer Qualität.
Einige der historischen Bauten sind jedoch unwiederbringlich verloren: an der Nordostseite des Friedrichsplatzes das Palais von Jungken (1767–69 von Simon Louis du Ry erbaut), das „Weiße Palais“ (1769), das „Rote Palais“ (1821–1826) und das Hofverwaltungsgebäude (1826–1829) sowie die Elisabethkirche (1770–1777) wurden im Zweiten Weltkrieg durch Bombenangriffe zerstört oder beschädigt und wurden später abgerissen.
Zu den wichtigsten Bauten des Platzes gehören heute:

### Architektur der Nordostseite

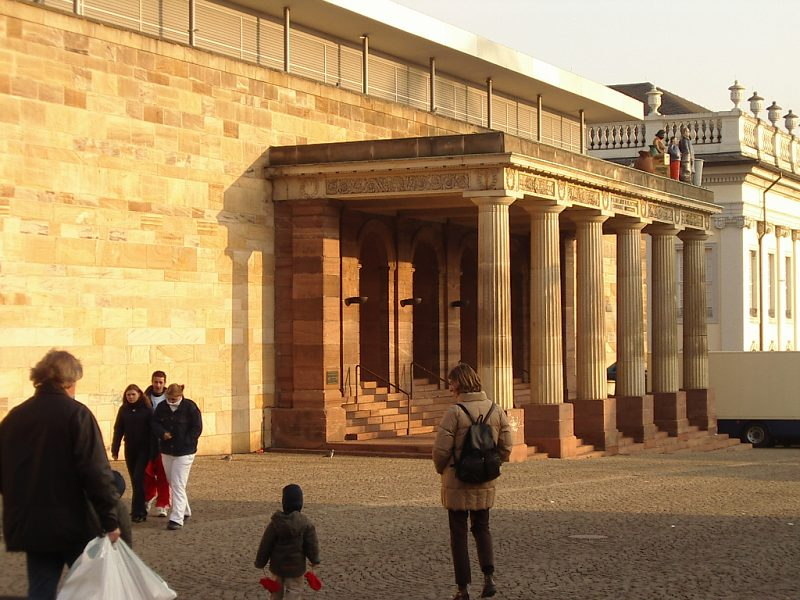
Der Portikus des „Roten Palais“

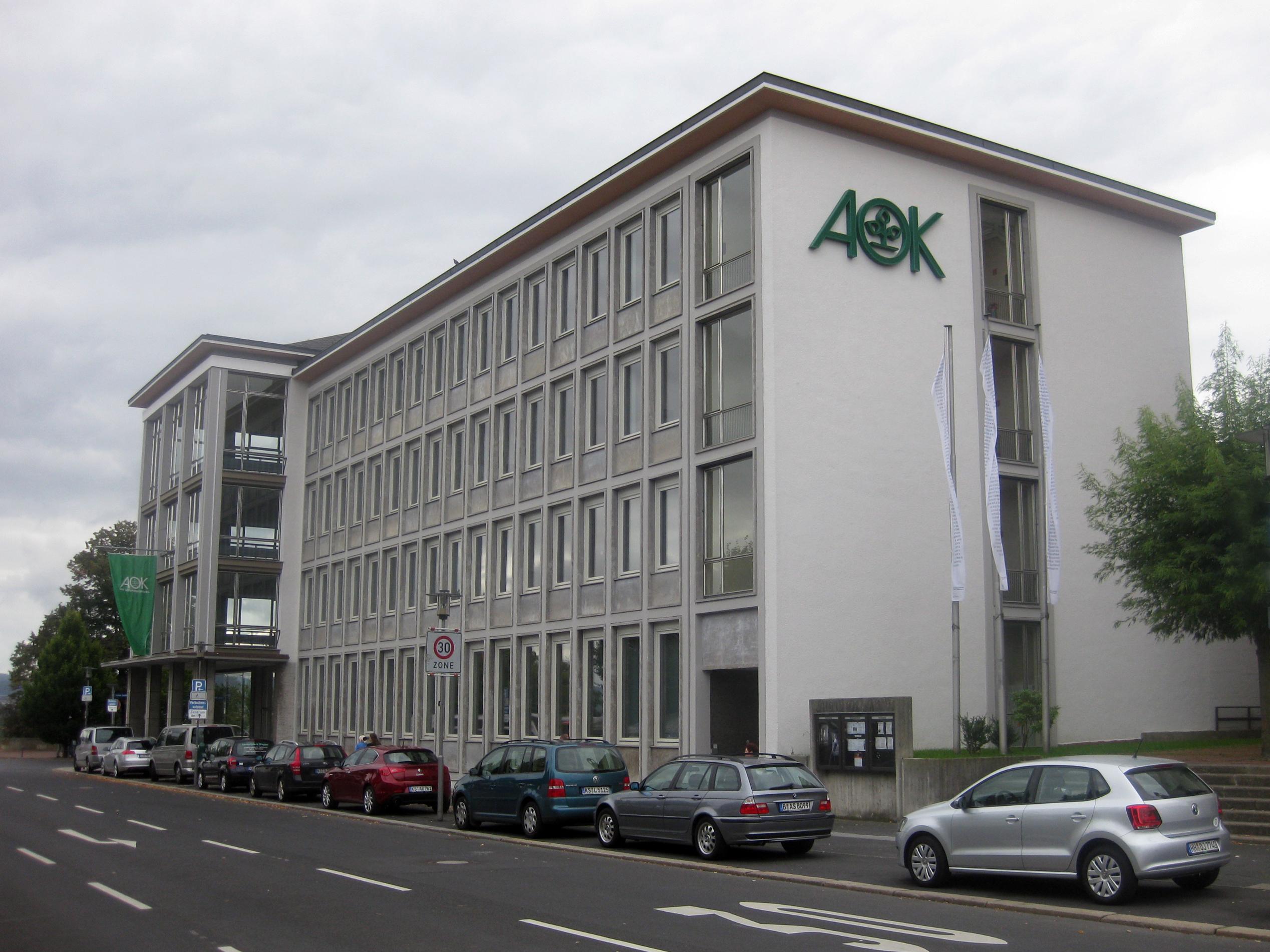
Das AOK-Gebäude

- Friedrichsplatz 15: Staatstheater, 1956–1959 errichtet. (Architekten: Paul Bode und Ernst Brundig)
- Steinweg 2: Ottoneum (1603–1606), jetzt Naturkundemuseum.
- Friedrichsplatz 18: Zwehrenturm. Um 1330 als Torturm der Stadtbefestigung errichtet. 1707 barocker Umbau und Einrichtung einer Sternwarte. 1779 Umbau zur heutigen Gestalt und Verbindung mit dem Museum Fridericianum.
- Friedrichsplatz 18: Museum Fridericianum 1769–1779 als bedeutendes Bauwerk des Klassizismus und als öffentliches Museum errichtet. (Simon Louis du Ry)
- Friedrichsplatz 19: Kaufhaus Leffers (Sep Ruf, 1961 – Umbau von Walter von Lom, 1991) mit dem erhaltenen Portikus (1826) des zerstörten Roten Palais. Auf dem Altan darüber die Figurengruppe „Die Fremden“ von Thomas Schütte von der documenta IX aus dem Jahr 1992.
- du Ry-Straße 1: documenta-Halle. (Architekten: Jourdan + Müller, 1992)

### Architektur der Südwestseite
- Friedrichsplatz 14: Verwaltungsgebäude der AOK, Architekt Konrad Proll, (1957). Als herausragendes Beispiel der Wirtschaftswunderarchitektur ein Kulturdenkmal. Aufwendig gestaltete Wendeltreppe.

### Architektur der Nordwestseite
- Obere Königsstraße 39: Königsgalerie (1995), unter Einbeziehung und Erhaltung schützenswerter Bausubstanz der 50er Jahre.
- Obere Königsstraße/Ecke Opernplatz: Das Haus Nr. 37 der Königsstraße wurde 1770 erbaut. Architekt war Simon Louis du Ry. Der Kasseler Kaufmann Roux wird als Bauherr genannt. Das spätbarocke Gebäude wurde 1837 vom Staat angekauft und diente lange Zeit als Kommandantur und wird heute noch so im Volksmund genannt. Das Gebäude überstand den Zweiten Weltkrieg fast unbeschadet. Später sollte es wegen angeblicher Baufälligkeit entkernt werden, wohl um eine wirtschaftlichere Nutzung zu ermöglichen. Nachdem der Fachwerkkern entfernt war, gaben Teile der Fassade nach und machten einen (gewollten) Abriss möglich. Die Fassade des heutigen Modehauses an dieser Stelle ist im weitesten Sinne ein Betonnachguss (Rekonstruktion 1969) des historischen Vorbildes unter Verwendung einiger weniger historischer Elemente.

## Denkmäler und Kunstwerke

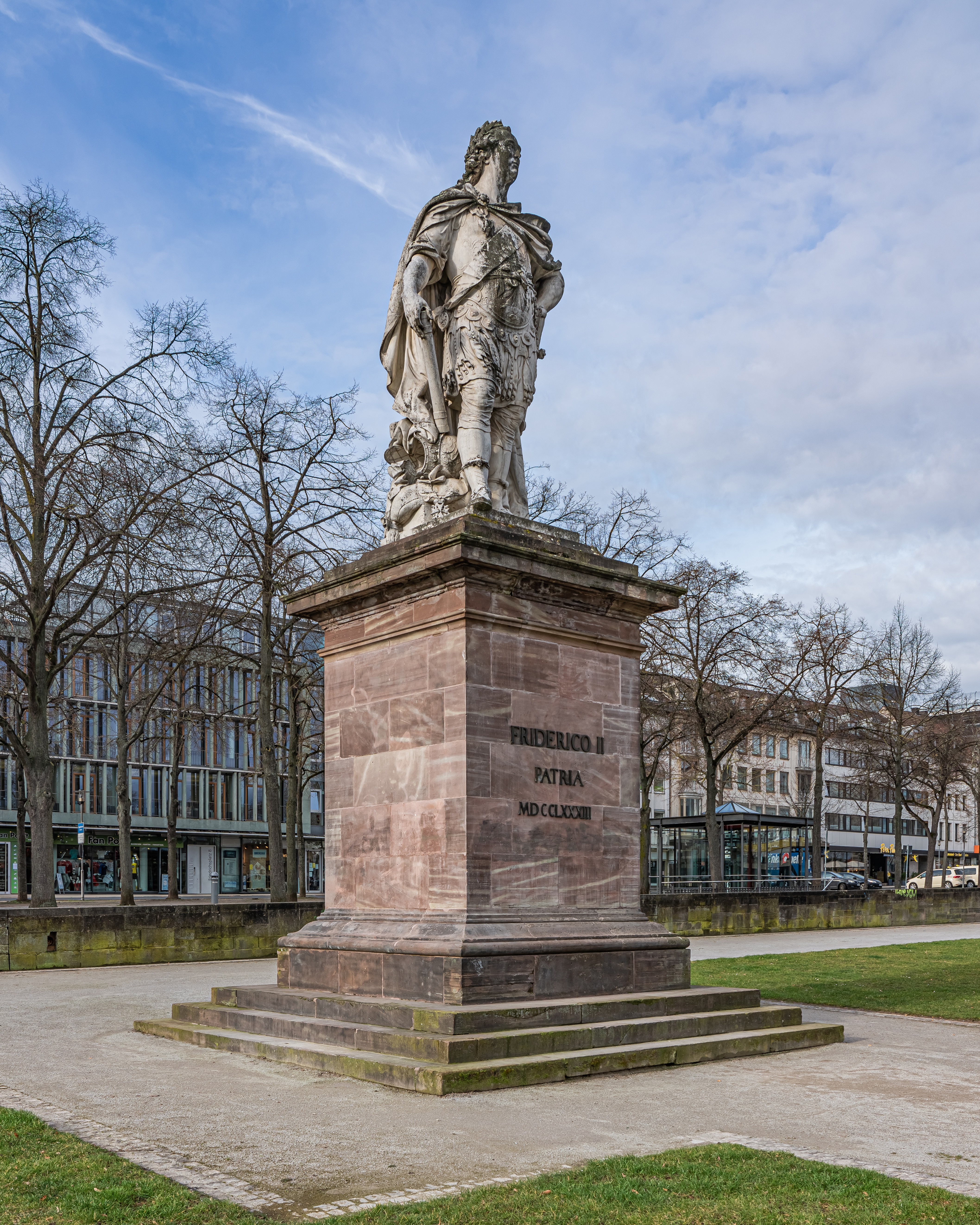
Das Denkmal von Landgraf Friedrich II. (1783)

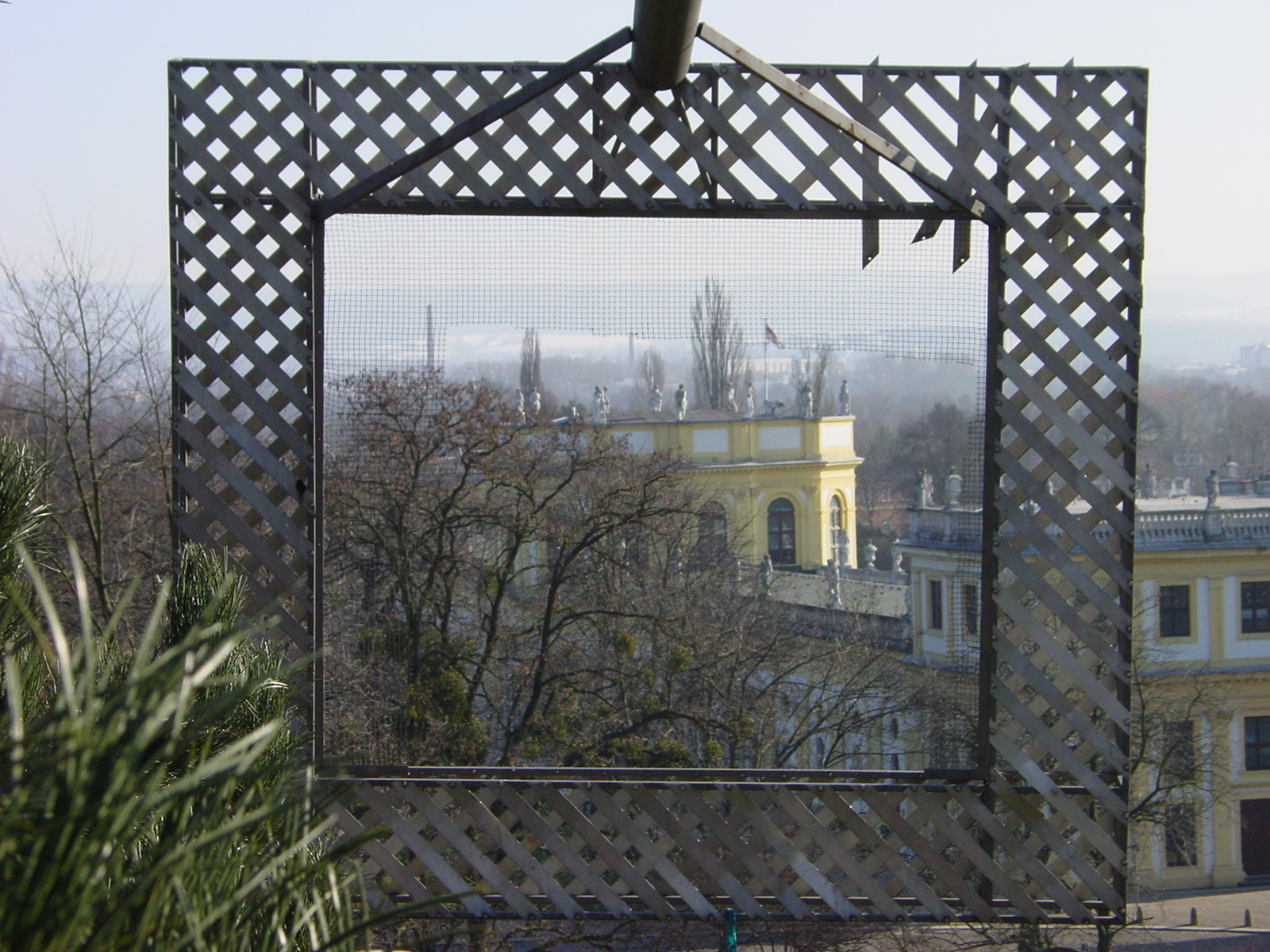
Das „Auefenster“ von der Haus-Rucker-Co.

Der Friedrichsplatz wird seit der ersten documenta im Jahr 1955 für Plastiken und Außenkunstwerke temporär genutzt. Seitdem sind einige Installationen und Einzelwerke auf dem Platz verblieben, die eine Chronologie vor- und nachmoderner Kunst dauerhaft als Ensemble darstellen sollen.
- Standbild des Landgrafen Friedrich II., von Johann August Nahl dem Älteren und seinem Sohn Johann Samuel Nahl gefertigt, am 14. August 1783 offiziell eingeweiht.[4] Es stand ursprünglich in der Mitte des Platzes mit Blick zum Fridericianum. Wegen des Einrückens der Franzosen 1806 versteckt, wurde die Statue 1818 auf neuem Sockel mit Blickrichtung zur Oberneustadt wieder aufgestellt. Im Zweiten Weltkrieg wiederum abgebaut, wurde das Standbild nach dem Krieg – wieder mit Blickrichtung zum Fridericianum – etwas zur Südwestseite verschoben wiederhergestellt[5].
- Die Lichtstrahleninstallation Laserscape von Horst H. Baumann auf dem ursprünglich als Sternwarte genutzten Zwehrenturm überspannt seit 1977 axial die Stadt.
- Die Kopfplatte des Vertikalen Erdkilometers von Walter De Maria, von der documenta 6. De Maria ließ während der Ausstellung einen Bohrturm auf dem Platz errichten, mit dessen Hilfe er eine 1000 Meter lange Messing-Stange im Erdreich versenkte.
- Der Rahmenbau von der Haus-Rucker-Co, errichtet 1977 zur documenta 6, als Rückbesinnung auf die auf dem Platz ursprünglich durch das 1907 abgebrochene Auetor bestehende Akzentuierung des „Fensters zur Landschaft“, als Bindeglied zwischen städtischer Urbanität und der wiederentdeckten Weite der Landschaft als Betrachtungsraum.
- 1982 pflanzte Joseph Beuys zur documenta 7 die erste von 7000 Eichen seines Werkes 7000 Eichen – Stadtverwaldung statt Stadtverwaltung direkt vor dem Fridericianum. Sein Sohn Wenzel pflanzte nach Beuys’ Tod den 7000. Baum 1987 zur documenta 8 direkt neben dem Fridericianum.
- Die Figurengruppe Die Fremden von Thomas Schütte auf dem Altan des Kaufhauses bilka anlässlich der documenta IX im Jahr 1992 verblieb dort in reduzierter Form. Der andere Teil der Gruppe steht mit Blick auf die Trave auf dem Dach des MuK in Lübeck.
- Die beiden umeinander geschwungenen Stahl-Stäbe auf dem Gebäude der Einkaufsgalerie an der Westseite von Friedel Deventer aus dem Jahr 1995.
- Vier Stolpersteine vor dem Haupteingang des Staatstheaters.